# Cernay (Eure-et-Loir)
Pour les articles homonymes, voir Cernay.
Cernay est une commune française située dans le département d'Eure-et-Loir en région Centre-Val de Loire.

## Géographie

### Situation

Situation géographique
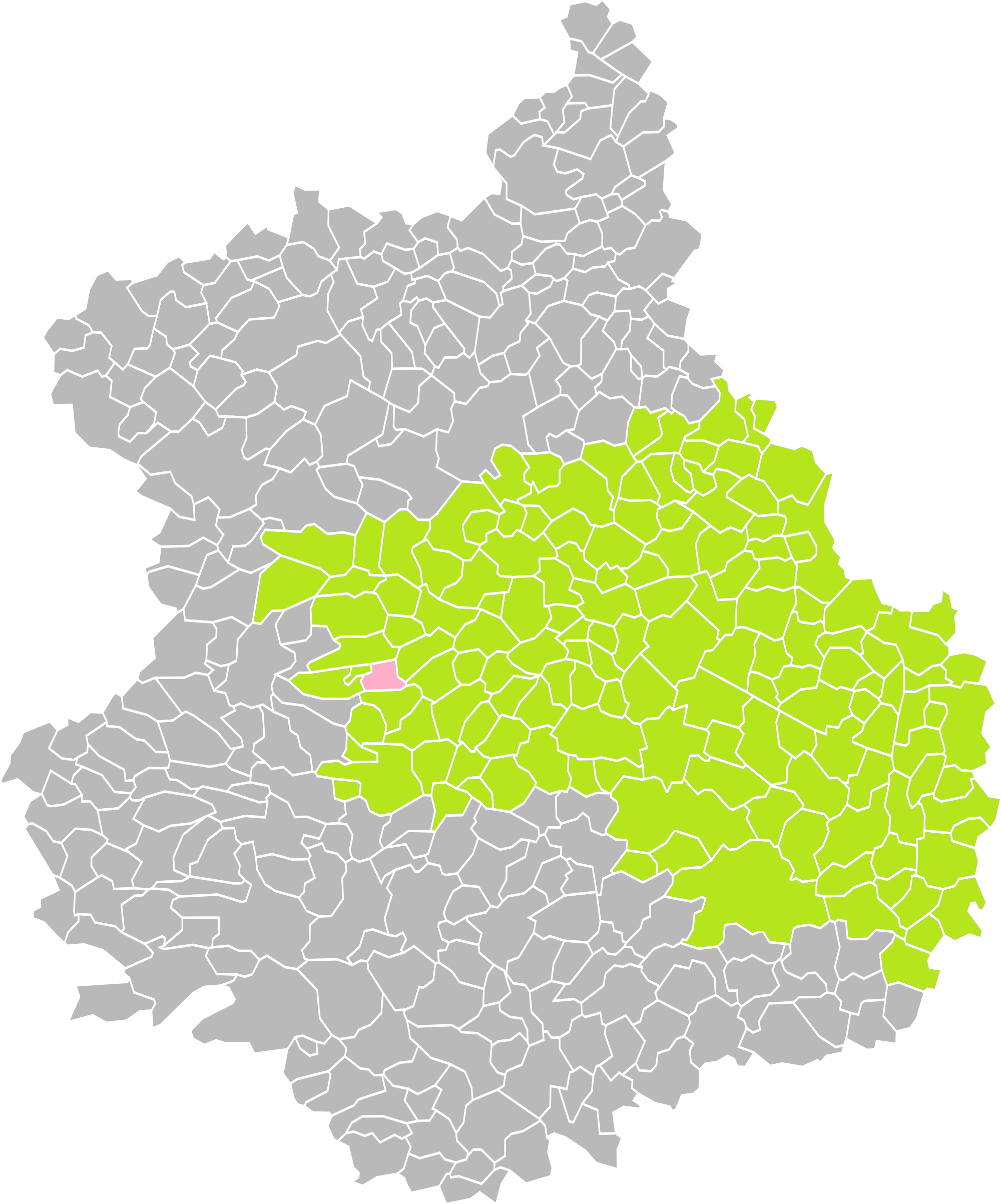
Cernay dans son arrondissement.
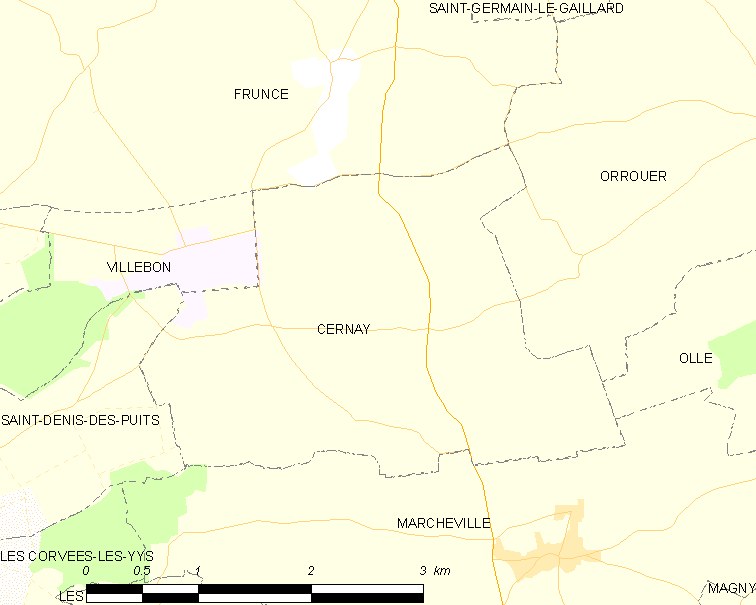
Carte de la commune de Cernay.

### Communes limitrophes
| Villebon              | Fruncé      | Orrouer |
| Saint-Denis-des-Puits | Cernay      | Ollé    |
| Les Corvées-les-Yys   | Marchéville | Magny   |

### Lieux-dits et écarts
- La Gouëthière ;
- La Briquerie ;
- Le Bois Hinoust
- Le pont aux Ânes.

### Hydrographie
La commune est traversée du nord au sud par la rivière le Loir, affluent en rive gauche de la Sarthe, donc sous-affluent du fleuve la Loire par la Maine.

### Climat
Pour des articles plus généraux, voir Climat du Centre-Val de Loire et Climat du Val-d'Oise.
En 2010, le climat de la commune est de type climat océanique dégradé des plaines du Centre et du Nord, selon une étude du CNRS s'appuyant sur une série de données couvrant la période 1971-2000. En 2020, Météo-France publie une typologie des climats de la France métropolitaine dans laquelle la commune est exposée à un climat océanique altéré et est dans la région climatique  Sud-ouest du bassin Parisien, caractérisée par une faible pluviométrie, notamment au printemps (120 à 150 mm) et un hiver froid (3,5 °C). 
Pour la période 1971-2000, la température annuelle moyenne est de 10,3 °C, avec une amplitude thermique annuelle de 15,1 °C. Le cumul annuel moyen de précipitations est de 666 mm, avec 11 jours de précipitations en janvier et 7,8 jours en juillet. Pour la période 1991-2020, la température moyenne annuelle observée sur la station météorologique de Météo-France la plus proche, « Deauville », sur la commune de Deauville à 5 381 km à vol d'oiseau, est de 0,0 °C et le cumul annuel moyen de précipitations est de 0,0 mm,. Pour l'avenir, les paramètres climatiques de la commune estimés pour 2050 selon différents scénarios d'émission de gaz à effet de serre sont consultables sur un site dédié publié par Météo-France en novembre 2022.

## Urbanisme

### Typologie
Au 1er janvier 2024, Cernay est catégorisée commune rurale à habitat très dispersé, selon la nouvelle grille communale de densité à 7 niveaux définie par l'Insee en 2022.
Elle est située hors unité urbaine. Par ailleurs la commune fait partie de l'aire d'attraction de Chartres, dont elle est une commune de la couronne,. Cette aire, qui regroupe 117 communes, est catégorisée dans les aires de 50 000 à moins de 200 000 habitants,.

### Occupation des sols
L'occupation des sols de la commune, telle qu'elle ressort de la base de données européenne d’occupation biophysique des sols Corine Land Cover (CLC), est marquée par l'importance des territoires agricoles (99,3 % en 2018), une proportion identique à celle de 1990 (99,3 %). La répartition détaillée en 2018 est la suivante : 
terres arables (99,3 %), espaces verts artificialisés, non agricoles (0,7 %). L'évolution de l’occupation des sols de la commune et de ses infrastructures peut être observée sur les différentes représentations cartographiques du territoire : la carte de Cassini (XVIIIe siècle), la carte d'état-major (1820-1866) et les cartes ou photos aériennes de l'IGN pour la période actuelle (1950 à aujourd'hui).

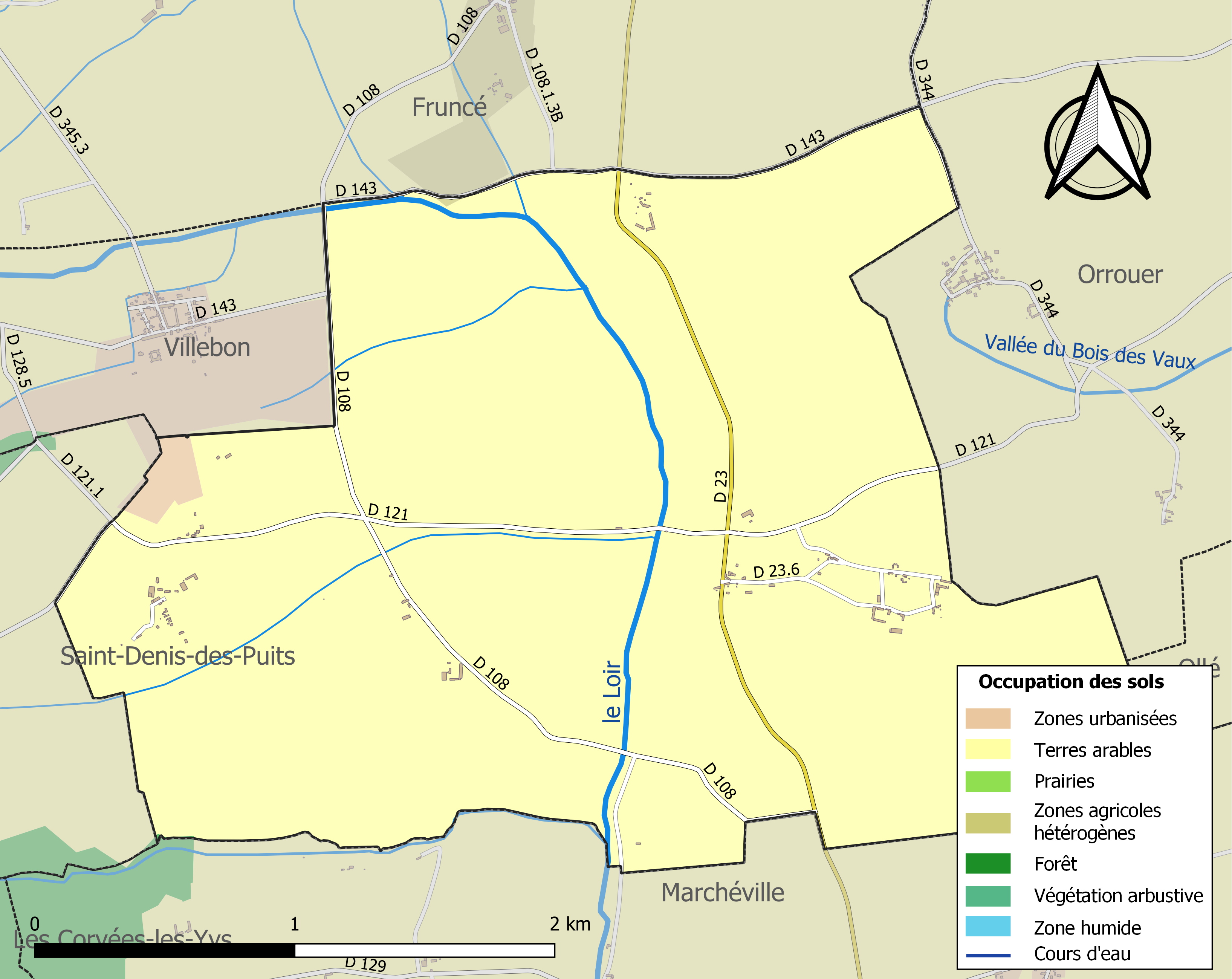
Carte des infrastructures et de l'occupation des sols de la commune en 2018 (CLC).

### Risques majeurs
Le territoire de la commune de Cernay est vulnérable à différents aléas naturels : météorologiques (tempête, orage, neige, grand froid, canicule ou sécheresse), inondationset séisme (sismicité très faible). Il est également exposé à un risque technologique, le transport de matières dangereuses. Un site publié par le BRGM permet d'évaluer simplement et rapidement les risques d'un bien localisé soit par son adresse soit par le numéro de sa parcelle.

#### Risques naturels
Certaines parties du territoire communal sont susceptibles d’être affectées par le risque d’inondation par débordement de cours d'eau, notamment le Loir. La commune a été reconnue en état de catastrophe naturelle au titre des dommages causés par les inondations et coulées de boue survenues en 1999 et 2003,.

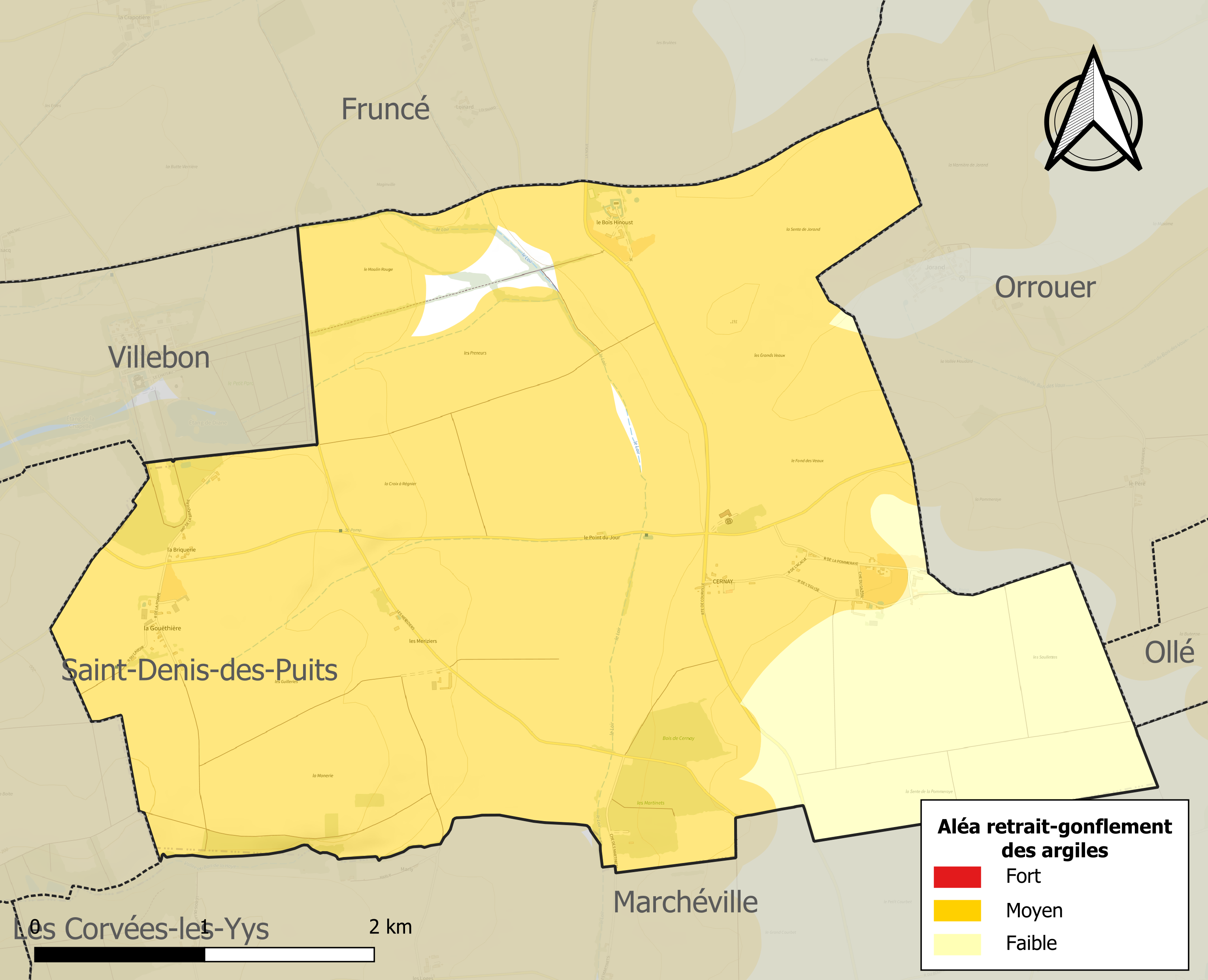
Carte des zones d'aléa retrait-gonflement des sols argileux de Cernay.

Le retrait-gonflement des sols argileux est susceptible d'engendrer des dommages importants aux bâtiments en cas d’alternance de périodes de sécheresse et de pluie. 82,6 % de la superficie communale est en aléa moyen ou fort (52,8 % au niveau départemental et 48,5 % au niveau national). Sur les 47 bâtiments dénombrés sur la commune en 2019, 44 sont en aléa moyen ou fort, soit 94 %, à comparer aux 70 % au niveau départemental et 54 % au niveau national. Une cartographie de l'exposition du territoire national au retrait gonflement des sols argileux est disponible sur le site du BRGM,.
Concernant les mouvements de terrains, la commune a été reconnue en état de catastrophe naturelle au titre des dommages causés par des mouvements de terrain en 1999.

#### Risques technologiques
Le risque de transport de matières dangereuses sur la commune est lié à sa traversée par des infrastructures routières ou ferroviaires importantes ou la présence d'une canalisation de transport d'hydrocarbures. Un accident se produisant sur de telles infrastructures est en effet susceptible d’avoir des effets graves au bâti ou aux personnes jusqu’à 350 m, selon la nature du matériau transporté. Des dispositions d’urbanisme peuvent être préconisées en conséquence.

## Toponymie
Le nom de la localité est attesté sous les formes Serneium en 1120, Serne en 1140.
L'étymologie est possiblement similaire aux autres Cernay de France. Un mode de déboisement consistait dans le cernage des troncs; ceux-ci étaient incisés circulairement ce qui faisait périr les arbres. Cerner dans ce sens est employé au Moyen Âge, selon une hypothèse initiale formulée par Michel Roblin. Le mot français cerne (d'où cerner et cernage) n'est cependant attesté qu'en 1119 et remonte au latin classique circinus « compas, cercle », lui-même dérivé de circus « cercle ».

## Politique et administration

### Liste des maires
| Période                                  | Période   | Identité                      | Étiquette | Qualité                              |
| ---------------------------------------- | --------- | ----------------------------- | --------- | ------------------------------------ |
| juin 1995                                | mars 2008 | Jacques François              |           |                                      |
| mars 2008                                |           | Marie-Paule Dos-Reis-Cabaret  | SE        | Agricultrice                         |
| mars 2014                                | En cours  | Marie-Paule Dos Reis Cabaret, |           | Agricultrice sur grande exploitation |
| Les données manquantes sont à compléter. |           |                               |           |                                      |

## Population et société

### Démographie
L'évolution du nombre d'habitants est connue à travers les recensements de la population effectués dans la commune depuis 1793. Pour les communes de moins de 10 000 habitants, une enquête de recensement portant sur toute la population est réalisée tous les cinq ans, les populations de référence des années intermédiaires étant quant à elles estimées par interpolation ou extrapolation. Pour la commune, le premier recensement exhaustif entrant dans le cadre du nouveau dispositif a été réalisé en 2007.

En 2022, la commune comptait 83 habitants, en évolution de −6,74 % par rapport à 2016 (Eure-et-Loir : −0,23 %, France hors Mayotte : +2,11 %).
| 1793 | 1800 | 1806 | 1821 | 1831 | 1836 | 1841 | 1846 | 1851 |
| ---- | ---- | ---- | ---- | ---- | ---- | ---- | ---- | ---- |
| 172  | 250  | 212  | 207  | 172  | 202  | 188  | 199  | 221  |

| 1856 | 1861 | 1866 | 1872 | 1876 | 1881 | 1886 | 1891 | 1896 |
| ---- | ---- | ---- | ---- | ---- | ---- | ---- | ---- | ---- |
| 220  | 194  | 185  | 192  | 156  | 184  | 163  | 190  | 163  |

| 1901 | 1906 | 1911 | 1921 | 1926 | 1931 | 1936 | 1946 | 1954 |
| ---- | ---- | ---- | ---- | ---- | ---- | ---- | ---- | ---- |
| 161  | 162  | 150  | 143  | 128  | 135  | 138  | 122  | 89   |

| 1962 | 1968 | 1975 | 1982 | 1990 | 1999 | 2006 | 2007 | 2012 |
| ---- | ---- | ---- | ---- | ---- | ---- | ---- | ---- | ---- |
| 85   | 68   | 61   | 73   | 71   | 71   | 77   | 78   | 83   |

| 2017 | 2022 | - | - | - | - | - | - | - |
| ---- | ---- | - | - | - | - | - | - | - |
| 89   | 83   | - | - | - | - | - | - | - |

## Culture locale et patrimoine

### Lieux et monuments
- Église Saint-Crépin ;
- Monument aux morts.

Lieux et monuments
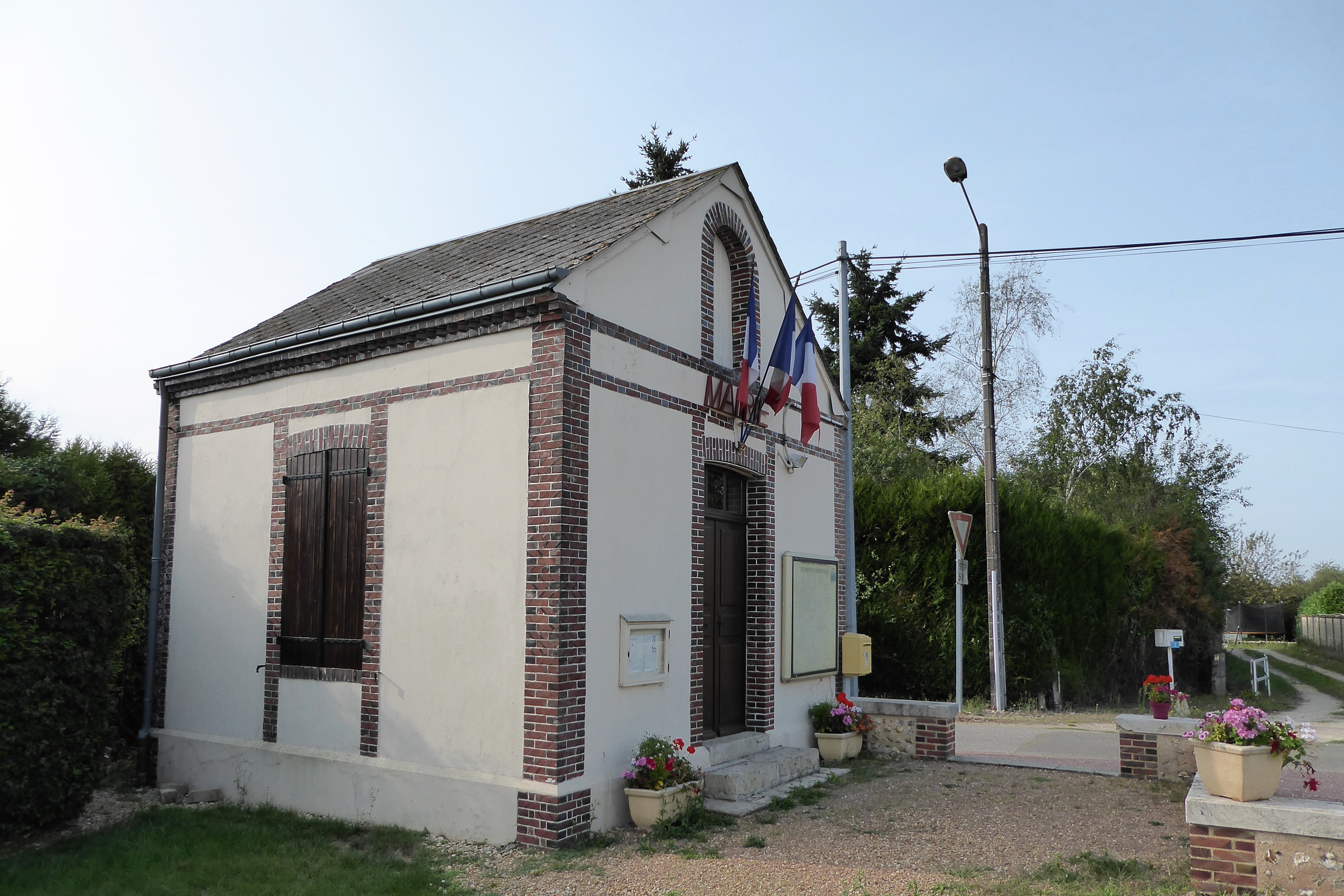
La mairie.
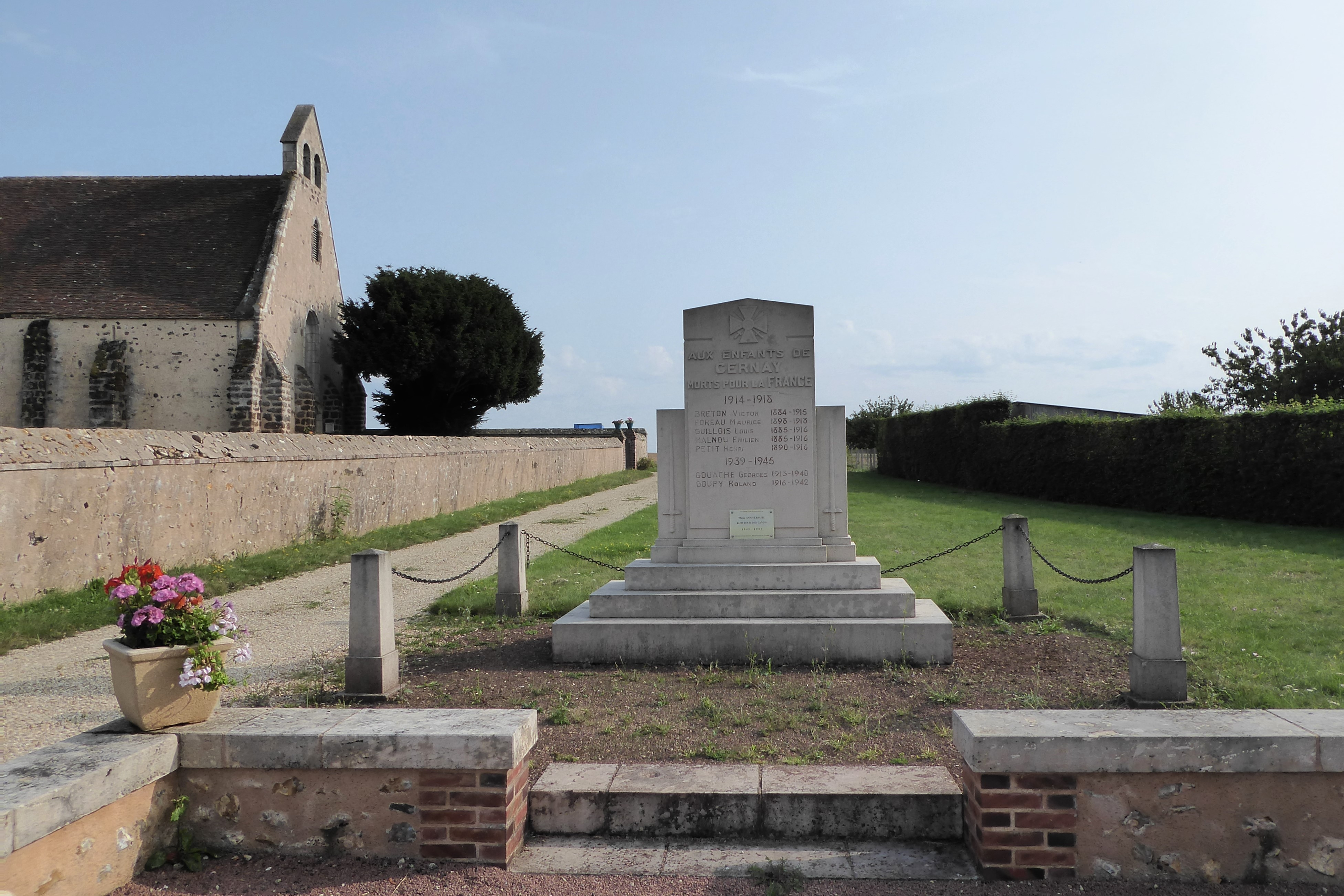
Le monument aux morts et l'église Saint-Crépin.
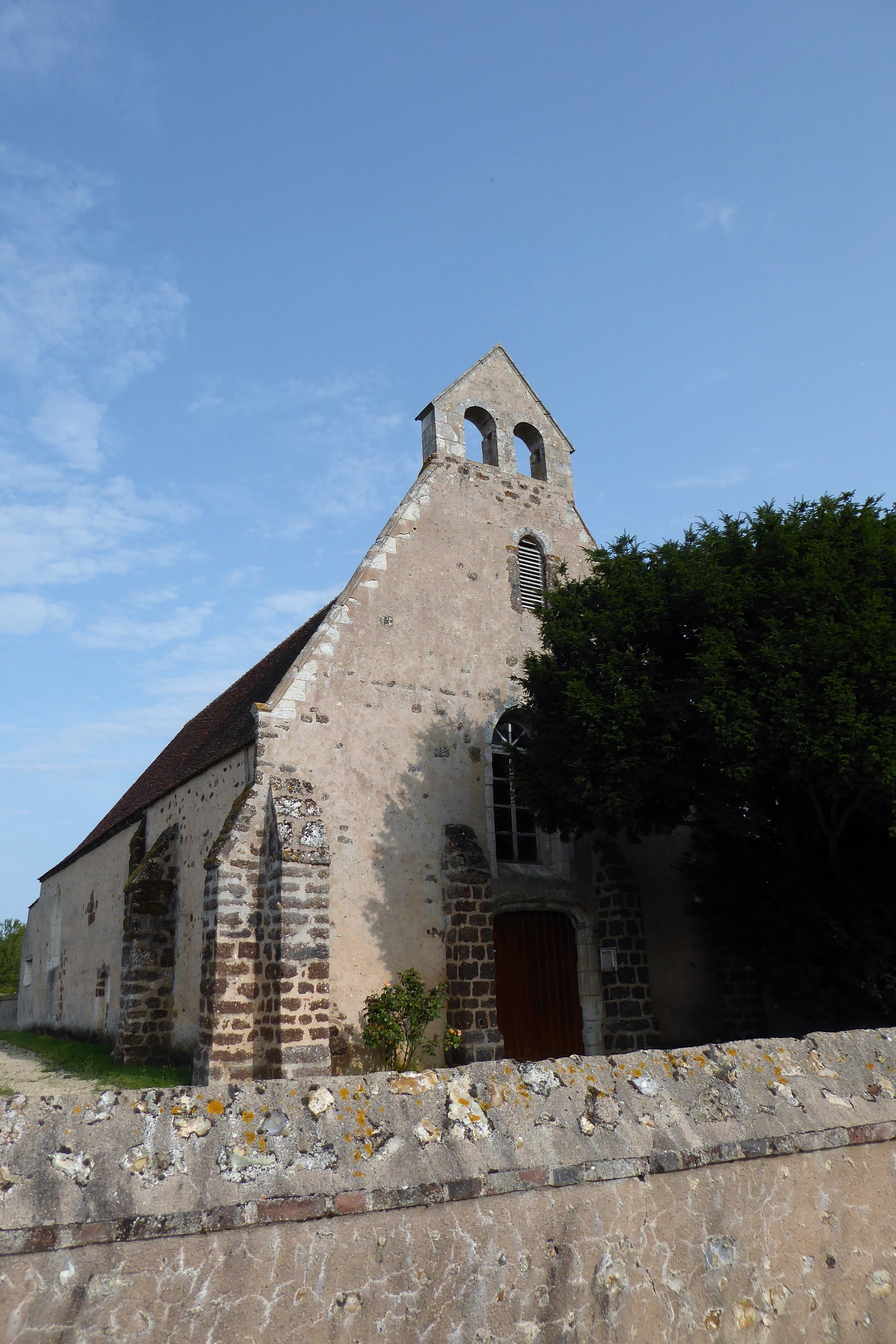
L'église Saint-Crépin.

### Personnalités liées à la commune
- Virginie Torcheux, mère d'Adrien Proust et grand-mère paternelle de Marcel Proust, est née le 9 juin 1808 au hameau du Bois Hinoust.[réf. nécessaire]